# Nguyễn Viết Lãm

Nhà thơ Nguyễn Viết Lãm.

Nguyễn Viết Lãm (sinh ngày 15 tháng 6 năm 1919 tại Quảng Ngãi, quê gốc ở Thừa Thiên Huế, mất 14 tháng 2 năm 2013 tại Hải Phòng) là nhà thơ, nhà văn, dịch giả Việt Nam. Ông còn có những bút danh: Nguyễn Hạnh Đàn, Việt Chi, Thạch Bích, Tường Khanh.

## Tiểu sử
Từ 1935 – 1938, Nguyễn Viết Lãm xuống Quy Nhơn học trường Quốc học, ông tham gia sinh hoạt trong hội thơ Quy Nhơn cùng với Hàn Măc Tử, Chế Lan Viên, Yến Lan. Cuối năm 1938, ông về dạy học ở Quảng Ngãi.
Sau Cách mạng tháng Tám năm 1945, Nguyễn Viết Lãm tham gia Ban Tuyên truyền văn hóa tỉnh Quảng Ngãi. Trong chiến tranh Đông Dương, ông là ủy viên thường trực Liên đoàn Văn hóa kháng chiến miền Nam Trung bộ, ủy viên ban chỉ huy Chi hội Văn nghệ Liên khu 5, Hội trưởng Hội Văn nghệ Quảng Ngãi.
Năm 1954, ông ra Bắc. Năm 1956 là Thư ký ban Văn nghệ thuộc Hội Văn nghệ Việt Nam. Năm 1957, Nguyễn Viết Lãm là một trong những người sáng lập Hội Nhà văn Việt Nam, giữ vị trí Chánh Văn phòng Hội Nhà văn khóa đầu tiên (1957 – 1960).
Năm 1962, Nguyễn Viết Lãm chuyển ra Hải Phòng làm Tổng Thư ký Hội văn nghệ Hải Phòng và định cư tại đây cho đến khi mất.

## Giải thưởng
- Giải thưởng Văn nghệ Nguyễn Bỉnh Khiêm (về thơ)[3]
- Giải thưởng Khoa học Nguyễn Bỉnh Khiêm (nghiên cứu về Nguyễn Bỉnh Khiêm)[3]
- Giải thưởng của ủy ban toàn quốc Liên hiệp các Hội Văn hóa Nghệ thuật Việt Nam (tập thơ Hương ngâu).[3]

## Tác phẩm
Nguyễn Viết Lãm xuất bản 12 tập thơ, 4 tập truyện, ký và nghiên cứu - phê bình văn học, 5 tác phẩm phẩm dịch cùng rất nhiều bài báo.
- Đồng xanh (thơ, 1949)
- Một nền văn nghệ nhân dân (lí luận phê bình, 1950)
- Chủ nghĩa dân chủ mới (1951)
- Thư miền Nam (thơ, 1956)
- Chân trời (thơ, 1961)
- Mặt trời thân yêu (thơ, 1976)
- Trưởng thành (thơ, 1980)
- Cửa xuân (thơ, 1986)
- Những cánh hoa hi vọng (thơ, 1991)
- Bài thơ viết ngày mưa tạnh (thơ, 2004)
- Hương ngâu (thơ, 2004)
- Lời nguyện (tập tiểu luận, tùy bút, 2008)
- Huyền thoại (thơ, 2009)